# Beaumontia mortonii
Beaumontia mortonii är en oleanderväxtart som beskrevs av William Grant Craib. Beaumontia mortonii ingår i släktet Beaumontia och familjen oleanderväxter. Inga underarter finns listade i Catalogue of Life.